# إدوارد دونوفان
إدوارد دونوفان (بالإنجليزية: Edward Donovan)‏ هو عالم طيور وكاتب وعالم بقشريات الأجنحة أيرلندي، ولد في 1768 في كورك في جمهورية أيرلندا، وتوفي في 1 فبراير 1837 في Kennington Road ‏ في المملكة المتحدة.